# Гоббо, Тесса
Тесса Гоббо (англ. Tessa Gobbo; род. 8 декабря 1990, Кин, Нью-Гэмпшир) — американская гребчиха, выступавшая за сборную США по академической гребле в период 2013—2016 годов. Чемпионка летних Олимпийских игр в Рио-де-Жанейро, двукратная чемпионка мира, победительница многих регат национального и международного значения.

## Биография
Тесса Гоббо родилась 8 декабря 1990 года в городе Кин штата Нью-Гэмпшир. Училась в старшей школе Northfield Mount Hermon в Массачусетсе, позже поступила в Брауновский университет, где в 2013 году получила степень в области социологии. Во время учёбы состояла в университетском гребном клубе и регулярно принимала участие в различных студенческих соревнованиях по академической гребле.
Первого серьёзного успеха на взрослом международном уровне добилась в сезоне 2013 года, когда вошла в основной состав американской национальной сборной и выступила на чемпионате мира в Чхунджу, где одержала победу в зачёте распашных безрульных четвёрок.
В 2014 году побывала на чемпионате мира в Амстердаме, откуда привезла награду серебряного достоинства, выигранную в безрульных четвёрках — в решающем финальном заезде уступила только экипажу из Новой Зеландии. 
В 2015 году в восьмёрках одержала победу на этапе Кубка мира в итальянском Варезе, затем победила на мировом первенстве в Эгбелете, став таким образом двукратной чемпионкой мира по академической гребле.
Благодаря череде удачных выступлений удостоилась права защищать честь страны на летних Олимпийских играх 2016 года в Рио-де-Жанейро. В составе экипажа, куда также вошли гребчихи Эмили Реган, Керри Симмондс, Лорен Шметтерлинг, Меган Мусницки, Аманда Полк, Элеанор Логан, Аманда Элмор и рулевая Кейтлин Снайдер, обошла в финале восьмёрок всех своих соперниц, в том числе опередив преследовавшую их сборную Великобритании почти на две с половиной секунды — тем самым завоевала золотую олимпийскую медаль.